# Diploderma shuoquense
Diploderma shuoquense — вид ігуаноподібних ящірок родини агамових (Agamidae). Ендемік Китаю. Описаний у 2022 році.

## Поширення і екологія
Diploderma shuoquense відомі з типової місцевості, розташованої в долині річки Шуоцю, поблизу містечка Цинде в повіті Сячнен у Гарцзе-Тибетській автономній префектурі в провінції Сичуань, на висоті 2700 м над рівнем моря. Вони живуть в долинах, порослих сухими, колючими чагарниками, серед каміння. 